# Daniela Barcellona
Daniela Barcellona (Trieste, 28 marzo 1969) è un mezzosoprano italiano.
Specialista del belcanto e del repertorio rossiniano serio, ha cantato in scena quasi tutti i ruoli “en travesti” del compositore pesarese. Ha affrontato anche alcuni ruoli del repertorio barocco e ha inciso arie d'opera di Domenico Scarlatti e di Giovanni Battista Pergolesi. Successivamente ha ampliato il repertorio interpretando ruoli verdiani (Amneris, Quickly, Eboli, Ulrica), del grand opéra francese (Didon ne Les Troyens e Dalila) e del repertorio verista (Principessa di Bouillon, Santuzza, Laura Adorno, Zia Principessa). Da alcuni anni, accanto alla carriera, si dedica all’insegnamento e al perfezionamento tecnico di giovani cantanti con numerose masterclass in Europa e in America.

## Biografia
Nata a Trieste da padre siciliano e madre triestina, ha studiato pianoforte dando gli esami al Conservatorio della sua città e successivamente si è concentrata sullo studio del canto con Alessandro Vitiello, pianista concertista e direttore d'orchestra, col quale ha avviato un sodalizio artistico e poi sentimentale dall'inizio degli anni '90, sposandolo nel 1998. Da allora Vitiello è il suo unico maestro di tecnica vocale ed è l'autore di tutte le variazioni musicali delle parti belcantistiche.
Il debutto ufficiale risale al 25 agosto 1993 come protagonista ne La Tragédie de Carmen, rivisitazione di Peter Brook dal capolavoro di Bizet, presso il Teatro Lirico Sperimentale “A. Belli” di Spoleto, dopo aver vinto il Concorso per cantanti della stessa città. Inizia la carriera come comprimaria in teatri minori e in numerosi festival internazionali (Klagenfurt, Wexford, Pesaro, Maggio Musicale Fiorentino), aggiungendo poi ruoli più significativi: Cenerentola nel secondo cast a Genova nel 1997, Maffio Orsini nella Lucrezia Borgia ancora nella seconda compagnia alla Scala nel 1998, Arsace nella Semiramide a Ginevra nel 1998, vincendo nel frattempo il concorso "Iris Adami Corradetti" di Padova e la “Luciano Pavarotti International Voice Competition” di Filadelfia.
La svolta arriva l'8 agosto 1999 quando, per la prima volta, veste i panni di Tancredi al Rossini Opera Festival di Pesaro per la regia di Pier Luigi Pizzi affermandosi da allora come interprete di riferimento dei ruoli “en travesti”, che la vedono protagonista dei più prestigiosi teatri al mondo, dalla Metropolitan Opera di New York al Teatro alla Scala di Milano, dalla Royal Opera House di Londra al Théatre des Champs Elysées di Parigi,  dalla Bayerische Staatsoper di Monaco di Baviera al Teatro Real di Madrid, dal Festival di Salisburgo al Gran Teatre del Liceu di Barcellona, solo per citarne alcuni.
L'inizio degli anni 2000 coincide per Daniela Barcellona con l'inizio della carriera internazionale. Nel 2001 canta nel Requiem di Verdi diretta da Claudio Abbado a Berlino coi Berliner Philharmoniker nel centenario della morte del compositore di Busseto e nello stesso anno arriva il debutto a New York: nei drammatici giorni successivi al tristemente famoso attentato al World Trade Center ella è impegnata nell'inaugurazione della Stagione del Metropolitan Opera House con un Gala verdiano e, poco dopo, canta Adalgisa a fianco della Norma di Jane Eaglen. Nel 2002 inaugura la Stagione del Teatro alla Scala diretta da Riccardo Muti e da allora il maestro la vorrà con sé in diverse occasioni nel teatro milanese, a Salisburgo, al Ravenna Festival, a Chicago con la Chicago Symphony Orchestra e alla Musikverein di Vienna.
La carriera in questo periodo rimane saldamente ancorata al nome di Gioachino Rossini con numerosi debutti effettuati al Rossini Opera Festival di Pesaro: Malcom (2001), Falliero (2005), Ottone (2006), Calbo (2008), Sigismondo (2010). Non mancano, tuttavia, incursioni nel repertorio barocco già dal 2000 a Jesi con Orfeo ed Euridice, a Bologna nel 2003 con Giulio Cesare diretta da Rinaldo Alessandrini e a Lecce con Rinaldo diretta da Fabio Pirona e poi da Ottavio Dantone nel 2005 al Teatro degli Arcimboldi di Milano; seguono poi alcune recite di Bajazet (già debuttato nel 1999 a Istanbul) con i complessi dell'Europa Galante di Fabio Biondi nel 2006 in Giappone e a Venezia. Parallelamente si dedica al repertorio donizettiano con Giovanna Seymour, Leonor de La Favorite debuttata con Giuseppe Filianoti a Las Palmas de Gran Canaria; ritorna alla Scala in Lucrezia Borgia assieme a Mariella Devia e Marcelo Alvarez e interpreta in più occasioni i due personaggi mezzosopranili belliniani più significativi: Adalgisa (cantata anche accanto alla Norma di June Anderson) e Romeo de I Capuleti e i Montecchi (tra le altre con la Giulietta di Anna Netrebko al Festival di Salisburgo).
A partire dal 2009 il repertorio di Daniela Barcellona inizia ad ampliarsi. Nel giro di pochi anni debutta: Amneris (Aida) a Valencia diretta da Lorin Maazel (ruolo che riprende poi all'Arena di Verona, all'Opéra National de Paris, al Teatro Real di Madrid, a Salisburgo con Riccardo Muti); Didon ne Les Troyens diretta da Valerij Gergiev (cantato anche nel 2011 e 2012 a Berlino e nel 2014 al Teatro alla Scala diretta da Antonio Pappano); la Principessa d'Eboli del Don Carlo verdiano (a Torino e a Parigi con Gianandrea Noseda e a Bilbao nella versione francese), Mrs Quickly del Falstaff (al Teatro alla Scala, all'Opéra de Paris, a Chicago con Muti, a Madrid, a Berlino con Barenboim, a Aix en Provence); la Principessa di Bouillon (Adriana Lecouvreur) a Bruxelles diretta da Evelino Pidò; Dalila (accanto al Samson di Gregory Kunde a Torino) e Santuzza della Cavalleria Rusticana (debuttata sempre con Gregory Kunde a Bilbao e ripresa a Berlino).
Durante questo periodo ha comunque continuato ad interpretare i ruoli rossiniani "en travesti" che l'hanno resa celebre: Malcom (La donna del lago) al Teatro alla Scala, all'Opéra national de Paris, alla Royal Opera House, al Metropolitan Opera House di New York; Tancredi nuovamente al Rossini Opera Festival in forma di concerto, a Valencia e a Marsiglia, Arsace (Semiramide) alla Royal Opera House, alla Royal Albert Hall e alla Bayerische Staatsoper di Monaco di Baviera.
Nel 2017 è tornata a cantare con il maestro Riccardo Muti per una recita di Aida al Festival di Salisburgo.
Tra i vari premi e riconoscimenti ricevuti lungo la carriera, nell'aprile 2018 vince il Laurence Olivier Award assieme a Joyce DiDonato nella categoria "Outstanding Achievement in Opera" per Semiramide durante la cerimonia di premiazione alla Royal Albert Hall di Londra.
Nel corso della carriera ha l'occasione di esibirsi di fronte a Papa Benedetto XVI in occasione della Giornata Mondiale della Gioventù a Sydney, in Vaticano alla presenza anche del Presidente della Repubblica Giorgio Napolitano (Magnificat di Vivaldi diretta da Riccardo Muti) e al Teatro alla Scala diretta da Daniel Barenboim nella IX Sinfonia di Beethoven.
Nel corso del 2018 ha partecipato al Falstaff diretto da Daniel Barenboim alla Staatsoper Unter den Linden di Berlino per la riapertura del teatro dopo i lavori di restauro. Ha debuttato inoltre il ruolo di Laura Adorno ne La Gioconda di Ponchielli presso la Deutsche Oper Berlin ed è tornata a cantare Leonor de La Favorite al Liceu di Barcelona. Nel mese di agosto è apparsa nuovamente al Rossini Opera Festival con Petite Messe Solennelle. Tra l’autunno e l’inverno ha partecipato al Requiem (Verdi) a Chicago con la Chicago Symphony Orchestra diretta da Riccardo Muti e ha inaugurato il Festival Donizetti Opera a Bergamo con un concerto assieme a Jessica Pratt diretta da Riccardo Frizza.
All’inizio del 2019 ha cantato Requiem di Verdi diretta da Riccardo Muti a Tokyo e ha partecipato alla produzione di Semiramide di Luca Ronconi a Bilbao diretta da Alessandro Vitiello.
In primavera ha cantato Mrs Quickly al Teatro Real di Madrid nel nuovo allestimento di Falstaff curato da Laurent Pelly.
Dopo una serie di concerti di Belcanto a Melbourne (debutto) con Jessica Pratt ed un Requiem verdiano al Festival di Baalbek in Libano è stata ad Amburgo per il debutto all’Elbphilharmonie con il Requiem di Verdi diretta da Alan Gilbert e a Dicembre ha cantato lo Stabat Mater di Rossini in Lussemburgo e al Theatre des Champs Elysée a Parigi diretta da Gustavo Gimeno di cui è stata pubblicata un'incisione.
Inizia il 2020 con il Requiem verdiano diretta da Riccardo Muti al Musikverein di Vienna coi complessi di Chicago e la ripresa di Falstaff alla Staatsoper Unter den Linden di Berlino diretta da Zubin Mehta.
A seguito della pandemia di COVID-19 sono state cancellate alcune produzioni previste ma durante il periodo di quarantena partecipa all’opera in streaming “Alienati” (nel cast, tra gli altri: Alfonso Antoniozzi, Jessica Pratt, Roberto De Candia) produzione originale del Teatro Coccia di Novara.
In estate ha partecipato alla riapertura del Teatro Verdi di Trieste con la Petite Messe Solennelle di Rossini, al Gala inaugurale dell'Arena di Verona "Il cuore italiano della musica", alla Nona Sinfonia di Beethoven in piazza del Plebiscito a Napoli sotto la direzione di Juraj Valčuha.
Nel mese di settembre ha inaugurato la Stagione 2020/2021 del Teatro Real di Madrid debuttando il ruolo di Ulrica di Un ballo in maschera di fronte ai Reali di Spagna.
Nella primavera del 2021 partecipa alla produzione di Luisa Miller al Teatro dell’opera di Roma diretta da Michele Mariotti trasmessa in streaming.
In estate debutta al Festival d'Aix-en-Provence nel ruolo di Mrs Quickly nel Falstaff di Verdi in una nuova produzione di Barrie Kosky che riprenderà in autunno a Lyon.
In questi anni viene chiamata a tenere diverse Masterclass assieme al marito Alessandro Vitiello in Italia e all'estero, e a far parte di giurie di concorsi di canto internazionali. 
Nel maggio del 2021 riceve l’onorificenza di Cavaliere dell’Ordine al merito della Repubblica italiana
Nel 2022 debutta nel ruolo di Madame de la Haltière nella Cendrillon di Massenet diretta da Carlo Rizzi all’Opéra Bastille di Parigi. Inoltre torna al Teatro dell’Opera di Roma con Luisa Miller diretta da Michele Mariotti in un allestimento di Damiano Michieletto e al Teatro alla Scala con La Gioconda di Ponchielli nel ruolo di Laura Adorno accanto a Saioa Hernández in una nuova produzione di Davide Livermore. In estate partecipa ad Un Ballo in maschera in forma di concerto a Verbier diretto da Gianandrea Noseda accanto ad Angela Meade, Freddie de Tommaso e Ludovic Tézier, e ad un concerto a Las Palmas de Gran Canaria assieme a Nino Machaidze e Ivan Ayon Rivas.
Nell’ultima parte dell’anno ha partecipato ad un Concerto di Gala a Bilbao, ha tenuto un recital al Festival di Wexford e ha preso parte alla produzione de Il Trittico di Puccini al Liceu di Barcellona nel ruolo della Zia Principessa (Suor Angelica) e Zita (Gianni Schicchi) diretta da Susanna Mälkki.
All’inizio del 2023 organizza e partecipa ad un Gala di beneficenza presso il Teatro Rossetti della sua città natale, Trieste. Poco dopo debutta il ruolo di Marguerite ne La Damnation de Faust di Berlioz al Teatro Politeama di Napoli per la Stagione del San Carlo, con Ildar Abdrazakov e John Osborn. Nel corso dell’anno riprende Orfeo nell’Orfeo ed Euridice di Gluck a Trieste e debutta al Teatro Colon di Buenos Aires con Anna Bolena nel ruolo di Giovanna Seymour accanto alla Bolena di Olga Peretyatko. Nel mese di agosto (durante il quale ricorrono i 30 anni di carriera) inaugura il Rossini Opera Festival debuttando il ruolo di Eduardo in Eduardo e Cristina di Rossini per la prima assoluta di quest’opera al festival pesarese in un nuovo allestimento di Stefano Poda, raggiungendo così il numero di nove ruoli “en travesti” rossiniani cantati in scena.
In autunno, dopo alcune Masterclass a Trieste e Wexford, canta nel Requiem di Verdi diretta da Oksana Lyniv al Festival Verdi di Parma e riprende Cendrillon all’Opéra Bastille di Parigi.
Nel 2024 veste nuovamente i panni di Ulrica in Un ballo in maschera nello spettacolo ideato da Graham Vick al Liceu di Barcellona e nello stesso teatro ricopre il ruolo della Principessa di Bouillon accanto all’Adriana Lecouvreur di Aleksandra Kurzak e a Freddie de Tommaso e Roberto Alagna nei panni di Maurizio. È nel cast del Requiem verdiano diretto da Riccardo Chailly con i complessi del Teatro alla Scala nella Basilica di S.Marco a Milano per il 150esimo anniversario dalla prima esecuzione. In estate partecipa alla produzione di Un ballo in maschera organizzata dalla Nilsson Foundation a Båstad con Michael Fabiano e torna a Pesaro, a 25 anni dal suo storico debutto al Rossini Opera Festival, per un recital di Belcanto, accompagnata al piano da Alessandro Vitiello.
All’inizio del 2025 debutta il suo primo ruolo wagneriano: Brangäne in Tristan und Isolde a Bilbao. Nel corso dell’anno canta nuovamente al Teatro Colón di Buenos Aires in Aida e al Teatro alla Scala con la prima esecuzione mondiale dell’opera Il nome della rosa di Francesco Filidei, tratta dal romanzo di Umberto Eco, con la direzione di Ingo Metzmacher e la regia di Damiano Michieletto, nei panni dell’Inquisitore Bernando Gui. Dopo aver cantato Stabat Mater a Tokyo diretta da Michele Mariotti, partecipa alla produzione di Aida del Maggio Musicale Fiorentino diretta da Zubin Mehta con la regia di Damiano Michieletto. In agosto tornerà al Rossini Opera Festival - per la prima volta in 26 anni dal debutto al ROF - in un ruolo femminile: Isabella de L’italiana in Algeri. In autunno canterà Mrs Quickly nel Falstaff verdiano per l’inaugurazione della Stagione de La Monnaie di Bruxelles con Simon Keenlyside.

## Carriera
In Italia è stata acclamata al Teatro alla Scala di Milano (Lucrezia Borgia, Iphigénie en Aulide, Il viaggio a Reims, La donna del lago, Luisa Miller, Falstaff, Les Troyens, Requiem di Verdi, Sinfonia IX di Beethoven e due recital di canto), di cui ha inaugurato la storica riapertura il 7 dicembre 2004 con Europa riconosciuta diretta da Riccardo Muti, con la regia di Luca Ronconi e le scene e i costumi di Pier Luigi Pizzi. Inoltre si è esibita al Teatro dell'Opera di Roma (La Fiamma di Respighi, La Cenerentola, L'Italiana in Algeri, Tancredi, Semiramide), al Teatro San Carlo di Napoli (Orfeo ed Euridice), al Teatro Regio di Torino (Anna Bolena, Tancredi, Samson et Dalila, Requiem Verdi, Stabat Mater di Rossini), al Teatro Regio di Parma (Requiem Verdi, Norma), al Teatro Carlo Felice di Genova (La Favorite di Donizetti, Requiem Verdi), al Teatro Comunale di Firenze (Tancredi, L'Italiana in Algeri, Orfeo ed Euridice, Il Barbiere di Siviglia).
In campo internazionale è stata ospite dei Berliner Philharmoniker (Requiem di Verdi), della Rundfunkorchester di Monaco di Baviera (Orfeo ed Euridice di Gluck), della London Symphony Orchestra (Roméo et Juliette di Berlioz, Requiem di Verdi), della Deutsche Oper di Berlino (Les Troyens di Berlioz, Cavalleria rusticana), del Metropolitan di New York (Norma, La donna del lago), della Royal Opera House di Londra (La donna del lago, Semiramide), dell'Opéra national de Paris (I Capuleti e i Montecchi, La donna del lago, Falstaff), del Théatre des Champs Elysées di Parigi (Stabat Mater di Pergolesi, Don Carlo), della Bayerische Staatsoper di Monaco di Baviera (L'italiana in Algeri, Semiramide), del Teatro Real di Madrid (Semiramide, Tancredi, The Rake's Progress, Aida), del Gran Teatre del Liceu di Barcellona (Concerto Handel, Semiramide, La Favorite), del Palau de les Arts di Valencia (Concerto Puccini, Les Troyens, Aida, Tancredi), del Palacio Euskalduna di Bilbao (I Capuleti e i Montecchi, L’Italiana in Algeri, Cavalleria rusticana, Don Carlos in francese, concerti con Patrizia Ciofi e Leo Nucci), della Staatsoper di Vienna (Il barbiere di Siviglia, L'italiana in Algeri), del Grand Théatre di Ginevra (Semiramide), del Concertgebouw di Amsterdam (il Trittico pucciniano, Missa Solemnis di Beethoven), della Semperoper di Dresda (Requiem di Verdi, L'italiana in Algeri, La Favorite), dell’Opera di Tel Aviv (Norma), dell'Opera di Oviedo (L'italiana in Algeri, Tancredi), del Festival di Salisburgo (Requiem di Verdi, Romeo et Juliette di Gounod, La donna del lago, I Capuleti e i Montecchi, I pellegrini al sepolcro di Nostro Signore, Aida), della Sydney Opera House (Requiem di Verdi, Stabat Mater di Rossini), del Festival Radio France et Montpellier (La donna del lago), della Stagione lirica di Las Palmas (Il barbiere di Siviglia, I Capuleti ed i Montecchi, La Favorite) e dell'Opera de Wallonie di Liegi (La donna del lago). A Tokyo ha inoltre interpretato Tancredi, Il barbiere di Siviglia, Stabat Mater, Bajazet di Vivaldi, Aida, Falstaff e vari concerti.

## Premi e Riconoscimenti
- Concorso Adriano Belli (Spoleto, 1993)
- Premio del Comune di Fogliano Redipuglia (02/06/1993)
- Premio Abbiati per i nuovi interpreti (Spoleto, 26/01/1994)
- Concorso Adami-Corradetti (Padova, 1994)
- Concorso Tito Schipa (Lecce, 1994)
- Premio Aureliano Pertile – Cantante emergente (Este, febbraio 1996)
- Concorso Pavarotti International (Philadelphia, 1997)
- Premio Orazio Tosi “per essersi distinta nella stagione lirica” (Parma, 23/11/2001)
- Premio Wanderer Club (Ferrara, 24/11/2001)
- Premio Opera CD Classica (Mondovì, 20/04/2002)
- Premio Abbiati (Bergamo, 08/06/2002)
- Rossini d'Oro (Pesaro, 04/08/2002)
- Premio Opera Award - Miglior Mezzosoprano (Milano, 31/10/2002)
- Premio Lucia Valentini Terrani (Milano, 31/10/2002)
- Premio Carlo Cossutta (Trieste, 27/01/2003)
- Premio Grandi della Lirica (Modena, 21/09/2003)
- Premio Round Table (Trieste, 25/03/2005)
- Premio Rosa d'argento Provincia di Trieste (Trieste, 25/06/2005)
- Premio Barcola (Trieste, 18/03/2006)
- Premio Amici della Lirica “Ester Mazzoleni” (Palermo, 08/04/2006)
- Premio del Comune di Mussomeli (CL) (24/02/2007)
- Premio La donna si racconta (Pesaro, 28/10/2007)
- Premio San Giusto d'oro (Trieste, 03/11/2007)
- Premio delle Pari Opportunità – Rosa di Cristallo (Trieste, 01/10/2010)
- Premio Opera Award - Miglior Mezzosoprano (Milano, 09/2011)
- Premio Casanova “Musica” alla Lirica (Castello di Spessa, 05/07/2012)
- Bellini d'oro (Catania, 15/10/2014)
- Oscar della Lirica 2016 - Miglior Mezzosoprano (Verona, 15/06/2016)
- Laurence Olivier Award 2018 - categoria "Outstanding Achievement in Opera" - con Joyce DiDonato per Semiramide alla Royal Opera House (Londra, 08/04/2018)
- Sigillo Trecentesco (Trieste 07/01/2019)
- International Classical Music Award 2019 - “Best Opera Recording” per Semiramide di Opera Rara (Lucerna, 17/01/2019)
- International Opera Award 2019 -  “Complete Opera Recording” per Semiramide di Opera Rara (Londra, 29/04/2019)
- Pesaro Music Award (Prima edizione - Pesaro, 6/12/2019)
- Premio Internazionale Thomas Schippers “Premio speciale per la lirica” (Spoleto, 27/09/2021)
- Miglior voce femminile - “Tutto Verdi International Awards” (Bilbao, 17/04/2023)
- Premio Enzo Dara (Mantova, 26/10/2024)

## Discografia
Daniela Barcellona ha all'attivo registrazioni sia in studio sia “live”, pubblicate da diverse case discografiche:
- "Il ballo delle ingrate" di Monteverdi (Fausto Razzi - Nuova Era 1993)
- "Parisina d'Este" di Donizetti (Emmanuel Plasson - Dynamic 1996)
- "Stabat Mater" di Rossini (Gianluigi Gelmetti - Incanto 1997)
- "Le nozze di Teti e Peleo" di Rossini (Riccardo Chailly - Decca 1999)
- "Tancredi" di Rossini (Gianluigi Gelmetti - Warner Fonit 1999)
- "La Fedeltà Premiata" di Haydn (David Golub - Arabesque 1999)
- "Roméo et Juliette" di Berlioz (Sir Colin Davis - LSO Live 2000)
- "Ginevra di Scozia" di Mayr (Tiziano Severini - Opera Rara 2001)
- "Messa da Requiem" di Verdi (Claudio Abbado - EMI 2001)
- "Margherita d'Anjou" di Meyerbeer (David Parry - Opera Rara 2002)
- "Petite Messe Solennelle" di Rossini (Michele Campanella - ROF 2004)
- "Giovanna d'Arco" di Rossini (Riccardo Frizza - Decca 2005)
- "Belcanto Spectacular" (Daniel Oren - Decca 2008) duetto con Juan Diego Florez
- "Scarlatti Opera Arias" (Marcello Di Lisa - Sony 2011)
- "Pergolesi Opera Arias" (Marcello Di Lisa - Sony 2012)
- “Messa da Requiem” di Verdi (Gianandrea Noseda - Deutsche Grammophon 2013)
- "Messa da Requiem" di Verdi (Lorin Maazel - Sony 2014)
- "Adelson & Salvini" di Bellini (Daniele Rustioni - Opera Rara 2016)
- "Messa da Requiem" di Verdi (Gianandrea Noseda - LSO 2017)
- "Semiramide" di Rossini (Sir Mark Elder - Opera Rara 2018)
- “Stabat Mater” di Rossini (Gustavo Gimeno - Harmonia Mundi 2019)

## Videografia
| Anno      | Titolo Ruolo                           | Cast                                                                           | Direttore        | Etichetta        |
| --------- | -------------------------------------- | ------------------------------------------------------------------------------ | ---------------- | ---------------- |
| 1998-2000 | Il trittico La Frugola La Badessa Zita | José Cura, Cristina Gallardo-Domâs, Bruno de Simone                            | Riccardo Chailly | Avro Klassiek    |
| 2001      | Norma Adalgisa                         | June Anderson, Shin Young Hoon, Ildar Abdrazakov                               | Fabio Biondi     | TDK              |
| 2002      | Iphigénie en Aulide Clytemnestre       | Violeta Urmana, Stephen Mark-Brown, Christopher Robertson                      | Riccardo Muti    | House of Opera   |
|           | Lucrezia Borgia Maffio Orsini          | Mariella Devia, Marcelo Álvarez, Michele Pertusi                               | Renato Palumbo   | House of Opera   |
| 2003      | Tancredi                               | Mariola Cantarero, Charles Workman, Nicola Ulivieri                            | Paolo Arrivabeni | Kicco Classic    |
| 2005      | Bianca e Falliero Falliero             | Maria Bayo, Francesco Meli, Carlo Lepore                                       | Renato Palumbo   | Dynamic          |
| 2005      | Tancredi                               | Darina Takova, Raúl Giménez, Marco Spotti                                      | Riccardo Frizza  | TDK              |
| 2007      | Norma Adalgisa                         | Dīmītra Theodosiou, Carlo Ventre, Simón Orfila                                 | Paolo Arrivabene | Dynamic          |
| 2009      | Il viaggio a Reims Marchesa Melibea    | Carmela Remigio, Juan Francisco Gatell, Patrizia Ciofi                         | Ottavio Dantone  | Vox Imago        |
| 2011      | Les Troyens Didon                      | Lance Ryan, Elisabette Matos, Giorgio Giuseppini                               | Valery Gergiev   | Unitel Classica  |
| 2012      | Sigismondo                             | Olga Peretyatko, Antonino Siragusa, Andrea Concetti                            | Michele Mariotti | Unitel Classica  |
| 2013      | Adelaide di Borgogna Ottone            | Jessica Pratt, Bogdan Mihahi, Nicola Ulivieri                                  | Dmitri Jurowski  | Unitel Classica  |
| 2015      | La donna del lago Malcolm              | Joyce DiDonato, Juan Diego Flórez, John Osborn                                 | Michele Mariotti | Erato            |
| 2016      | Europa riconosciuta Isseo              | Diana Damrau, Desirée Rancatore                                                | Riccardo Muti    | Erato            |
| 2020      | Falstaff Mrs. Quickly                  | Roberto De Candia, Rebecca Evans, Simone Piazzola, Ruth Iniesta, Joel Prieto   | Daniele Rustioni | BelAir Classique |
| 2021      | Falstaff Mrs. Quickly                  | Michael Volle, Barbara Frittoli, Nadine Sierra, Alfredo Daza, Francesco Demuro | Daniel Barenboim | C major          |

## Repertorio
| Ruolo                         | Titolo                   | Autore      |
| ----------------------------- | ------------------------ | ----------- |
| Nelly                         | Adelson e Salvini        | Bellini     |
| Romeo Montecchi               | I Capuleti e i Montecchi | Bellini     |
| Adalgisa                      | Norma                    | Bellini     |
| Didon                         | Les Troyens              | Berlioz     |
| Marguerite                    | La Damnation de Faust    | Berlioz     |
| Principessa di Bouillon       | Adriana Lecouvreur       | Cilea       |
| Giovanna Seymour              | Anna Bolena              | Donizetti   |
| Imelda                        | Parisina d'Este          | Donizetti   |
| Maffio Orsini                 | Lucrezia Borgia          | Donizetti   |
| Leonor de Guzman              | La Favorite              | Donizetti   |
| Bernardo Gui                  | Il nome della rosa       | Filidei     |
| Orfeo                         | Orfeo ed Euridice        | Gluck       |
| Clytemnestre                  | Iphigénie en Aulide      | Gluck       |
| Stéphano                      | Roméo et Juliette        | Gounod      |
| Rinaldo                       | Rinaldo                  | Händel      |
| Giulio Cesare                 | Giulio Cesare in Egitto  | Händel      |
| Amaranta                      | La fedeltà premiata      | Haydn       |
| Santuzza                      | Cavalleria rusticana     | Mascagni    |
| Charlotte                     | Werther                  | Massenet    |
| Madame de la Haltière         | Cendrillon               | Massenet    |
| Ariodante                     | Ginevra di Scozia        | Mayr        |
| Isaura                        | Margherita d'Anjou       | Meyerbeer   |
| Laura Adorno                  | La Gioconda              | Ponchielli  |
| La Frugola                    | Il tabarro               | Puccini     |
| La Zia Principessa La Badessa | Suor Angelica            | Puccini     |
| Zita                          | Gianni Schicchi          | Puccini     |
| Eudossia                      | La fiamma                | Respighi    |
| Tancredi                      | Tancredi                 | Rossini     |
| Isabella                      | L'italiana in Algeri     | Rossini     |
| Sigismondo                    | Sigismondo               | Rossini     |
| Rosina                        | Il barbiere di Siviglia  | Rossini     |
| Angelina                      | La Cenerentola           | Rossini     |
| Ottone                        | Adelaide di Borgogna     | Rossini     |
| Elmira                        | Ricciardo e Zoraide      | Rossini     |
| Eduardo                       | Eduardo e Cristina       | Rossini     |
| Malcolm Groeme                | La donna del lago        | Rossini     |
| Falliero                      | Bianca e Falliero        | Rossini     |
| Calbo                         | Maometto secondo         | Rossini     |
| Arsace                        | Semiramide               | Rossini     |
| Marchesa Melibea              | Il viaggio a Reims       | Rossini     |
| Neocle                        | L'assedio di Corinto     | Rossini     |
| Dalila                        | Samson et Dalila         | Saint-Saëns |
| Isseo                         | Europa riconosciuta      | Salieri     |
| Baba the Turk                 | The Rake's Progress      | Stravinskij |
| Federica                      | Luisa Miller             | Verdi       |
| Ulrica                        | Un ballo in maschera     | Verdi       |
| Principessa Eboli             | Don Carlo                | Verdi       |
| Amneris                       | Aida                     | Verdi       |
| Mrs Quickly                   | Falstaff                 | Verdi       |
| Tamerlano                     | Bajazet                  | Vivaldi     |
| Brangäne                      | Tristan und Isolde       | Wagner      |